# 板ずり
板ずり（板擂り、いたずり）は、野菜の下処理方法のひとつ。
キュウリやフキのような青物に食塩をまぶし、まな板に押し付けながらゴリゴリと転がす。
効果効用として
- 材料の色出し（緑色が鮮やかに発色する）
- キュウリの表面にあるイボを取り、同時に表皮の組織を傷つけて味を馴染みやすくする
- フキの皮を剥きやすくする

などがある。